# Toplița
Toplița is een stad (oraș) in het Roemeense district Harghita. De stad telt 16.839 inwoners (2002).